# 도지마 하나
도지마 하나 (戸島 花, とじま はな, 1988년 7월 11일 - )는 일본 여성 아이돌 그룹 SDN48의 전 멤버이다.
사이타마현 출신. 드레스코드 소속.

## 인물
- 대학생 (추천 입학)[1].
- 키치죠 여자 중학교 · 고등학교 졸업.
- AKB48때의 자기소개는「동물로 따지면 호랑이인 도지마 하나입니다. 카오-」라는 캐치프레이즈가 유명하며, 「가오-」는 멤버와 팬에 의한 토지마의 호칭으로서 사용되는 일이 많다.
- 팀K 오오시마 유코를 특별히 자신이 좋아하는 멤버로 하고 있다.
- 팀K 노로 카요의 애칭인 「논티」를 지은 명명자이기도 하다.
- 캇툰의 멤버중에 자신보다 오빠인 카메나시 카즈야와 닮았다는 이야기가 들린다.
- 취미는 망상.
- 2008년 10월 11일 4집 무대 「지금 연애중」 리바이벌 공연 최종 흥행일이 마지막 공연이 되어 11월 23일 「AKB48 설마, 이 콘서트 음원은 유출되지 않는거지?」부로 졸업.
- 2011년 5월 27일 「SDN48 1st Stage 유혹의 카터」공연에서 3기생 멤버로서 피로연을 하였다(2012년 3월 31일까지 활동).

## 소속 사무소 편력
드레스코드